# Arce (Italie)
Pour les articles homonymes, voir Arce.
Arce est une commune de la province de Frosinone dans le Latium en Italie.

## Géographie
Arce est divisée en deux parties, la partie haute (la vieille ville) et la partie basse dont les bâtisses sont plus récentes. Arce est le plus facilement accessible en voiture par la sortie de Ceprano de l'autoroute A1. La ville est située entre les deux villes de Frosinone et de Cassino.

### Communes limitrophes
Ceprano, Colfelice, Falvaterra, Fontana Liri, Monte San Giovanni Campano, Rocca d'Arce, San Giovanni Incarico, Strangolagalli

### Hameaux
Campanile, Campostefano, Collealto, Collemezzo, Collenoci, Colleolivo, Colleone, Fontanelle, Frassi, Isoletta, Marzi, Murata, Portone, Puzzaca, Tramonti, Valle

## Histoire

### Antiquité
Le nom Arce dérive de Arx ou forteresse, qui a été utilisé à plusieurs reprises, ou Arcanum, la montagne sur laquelle se trouve le pays. La première mention du nom « Arce » se trouve dans un document dans la Cosmographie de Ravenne à datant du VIIe siècle.

### Moyen Âge
En 702, Arce fut enlevée à l'empereur d'Orient par le duc lombard de Gisulf Ier de Bénévent, devenant ainsi la possession du duché de Bénévent. En 846 et 877, Arce a été prise et pillée par les Sarrasins. En 937 elle fut prise par les Hongrois. À la fin du Xe siècle, Arce a été donnée par le prince lombard de Capoue aux moines du Mont-Cassin, jusqu'en 1058 : elle entre alors en possession de Richard, comte d'Aversa. En 1191, Arce fut prise par Henri VI. En 1230, de retour de Terre Sainte, Frédéric II reprit la ville. En 1265, malgré une vaine défense par les troupes de Manfred, elle fut prise par Charles Ier d'Anjou. 

### Temps Moderne
Arce a été donnée en fief à la famille de Cantelmo, puis à la famille Della Rovere jusqu'en 1579, quand elle a été acquise par Giacomo Boncompagni (duc de Sora et Arce). 

### Époque contemporaine
En 1796 la région a été annexée au royaume de Naples. La frontière avec les États pontificaux était matérialisée par 14 bornes frontières.
Arce a assisté au passage des troupes révolutionnaires françaises, qui fuyaient après la chute de la République parthénopéenne. En mai 1849, la région est concernée par le Risorgimento avec la présence du général Giuseppe Garibaldi : pour le centenaire de l'événement, une plaque a été posée sur la façade de la mairie.
Le général accepta l'invitation de Giuseppe Mazzini à suspendre les opérations dans le Royaume.
En 1856 fut ouverte la voie « Civita Farnese » qui relie encore Arce à Itri. Le 4 décembre 1884, la ligne de chemin de fer Roccasecca-Arce a été inaugurée, elle a ensuite été étendue jusqu'à Avezzano. En 1927, à la suite du démembrement de la province de Caserte à laquelle elle appartenait, la ville est intégrée à la province de Frosinone. Le 29 mai 1944, les troupes alliées ont mis fin à l'occupation militaire allemande.

## Administration

### Liste des maires
| Période                                  | Période | Identité          | Étiquette | Qualité |
| ---------------------------------------- | ------- | ----------------- | --------- | ------- |
| Les données manquantes sont à compléter. |         |                   |           |         |
| 08/06/2009                               |         | roberto simonelli |           |         |

### Démographie
Arce comptait dans les années 2000 environ 6 000 habitants, mais depuis les années 1960, la population de la ville a presque continuellement baissé ; la ville a atteint son pic de population en 1936 avec 8 124 habitants. La population a surtout baissé dans la vieille ville qui était, dans les années 1930, bien plus animée qu'elle ne l'est aujourd’hui. La ville reste malgré tout toujours très pittoresque avec ses petites ruelles étroites en pente et ses vieilles façades en pierre, typiques des vieux villages italiens.
| 1861  | 1871  | 1881  | 1901  | 1911  | 1921  | 1931  | 1936  | 1951  |
| ----- | ----- | ----- | ----- | ----- | ----- | ----- | ----- | ----- |
| 5 267 | 6 150 | 5 912 | 7 219 | 7 135 | 7 256 | 7 570 | 8 124 | 7 616 |

| 1961  | 1971  | 1981  | 1991  | 2001  | 2011  | - | - | - |
| ----- | ----- | ----- | ----- | ----- | ----- | - | - | - |
| 6 601 | 6 058 | 6 074 | 6 174 | 6 029 | 5 783 | - | - | - |

## Monuments et lieux d'intérêt

### Architecture religieuse

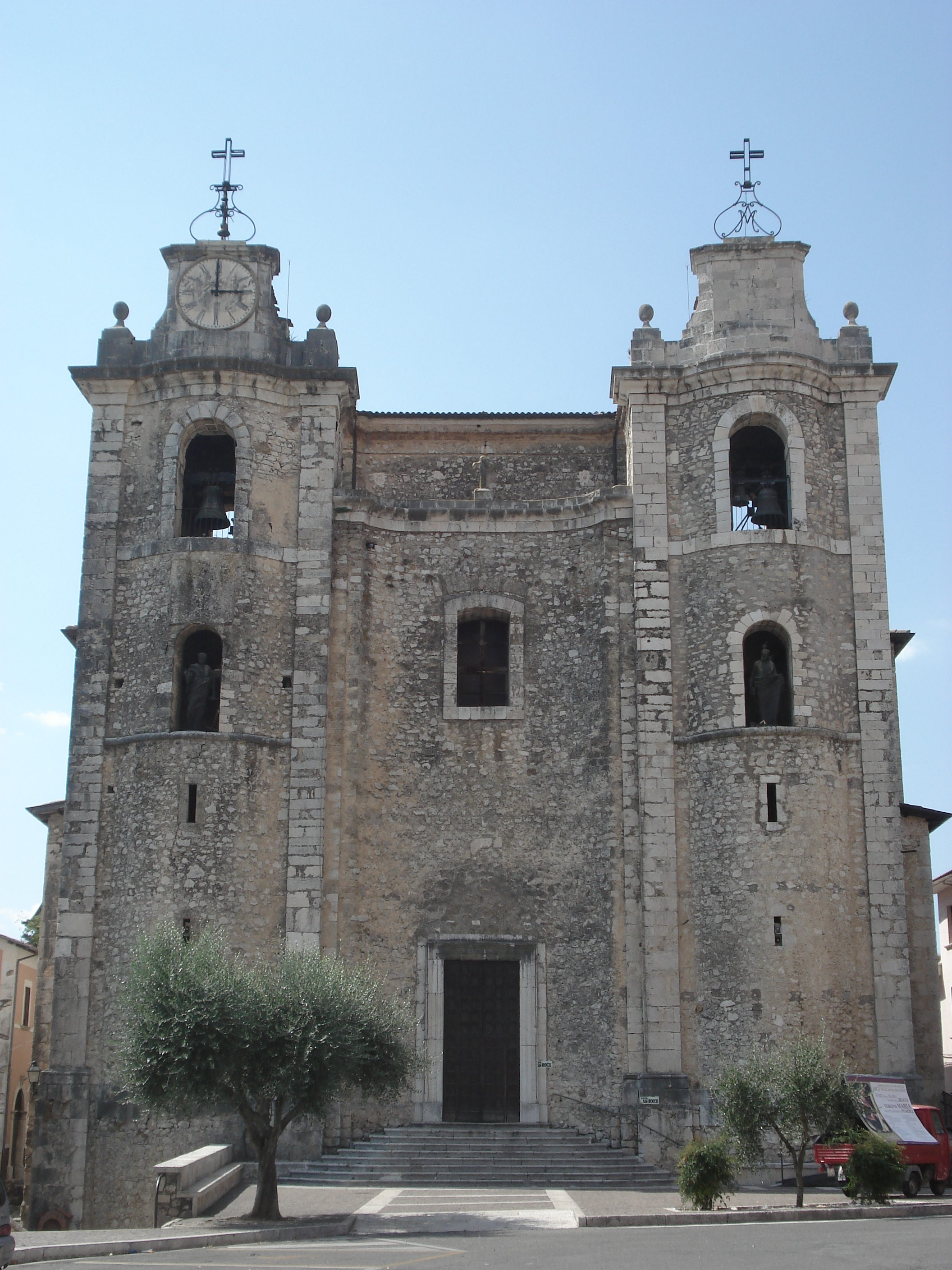

- Église des saints apôtres Pierre et Paul

L'église paroissiale de Arce est dédiée aux saints apôtres Pierre et Paul, et se dresse majestueusement sur la Piazza Umberto Ier. 
Construite entre 1702 et 1744, l'église a d'abord été consacrée uniquement à Saint-Pierre. Elle a été consacrée le 17 décembre 1744 par l'évêque diocésain, Mgr Antonio Spadea, puis a ensuite été consacrée aussi à saint Paul.
La paroisse est un bâtiment baroque, riche en stucs. L'extérieur présente une façade harmonieuse flanquée de deux tours : la première, celle de l'horloge, construite en 1819 ; la seconde, avec le cadran solaire, achevée en 1955. Le plan architectural est en croix grecque, dominée par une grande coupole octogonale de 24 mètres de haut.
L'église abrite les reliques de Saint Eleuthère (it), qui sont placées dans une urne sous l'autel.
- Église Santa Maria

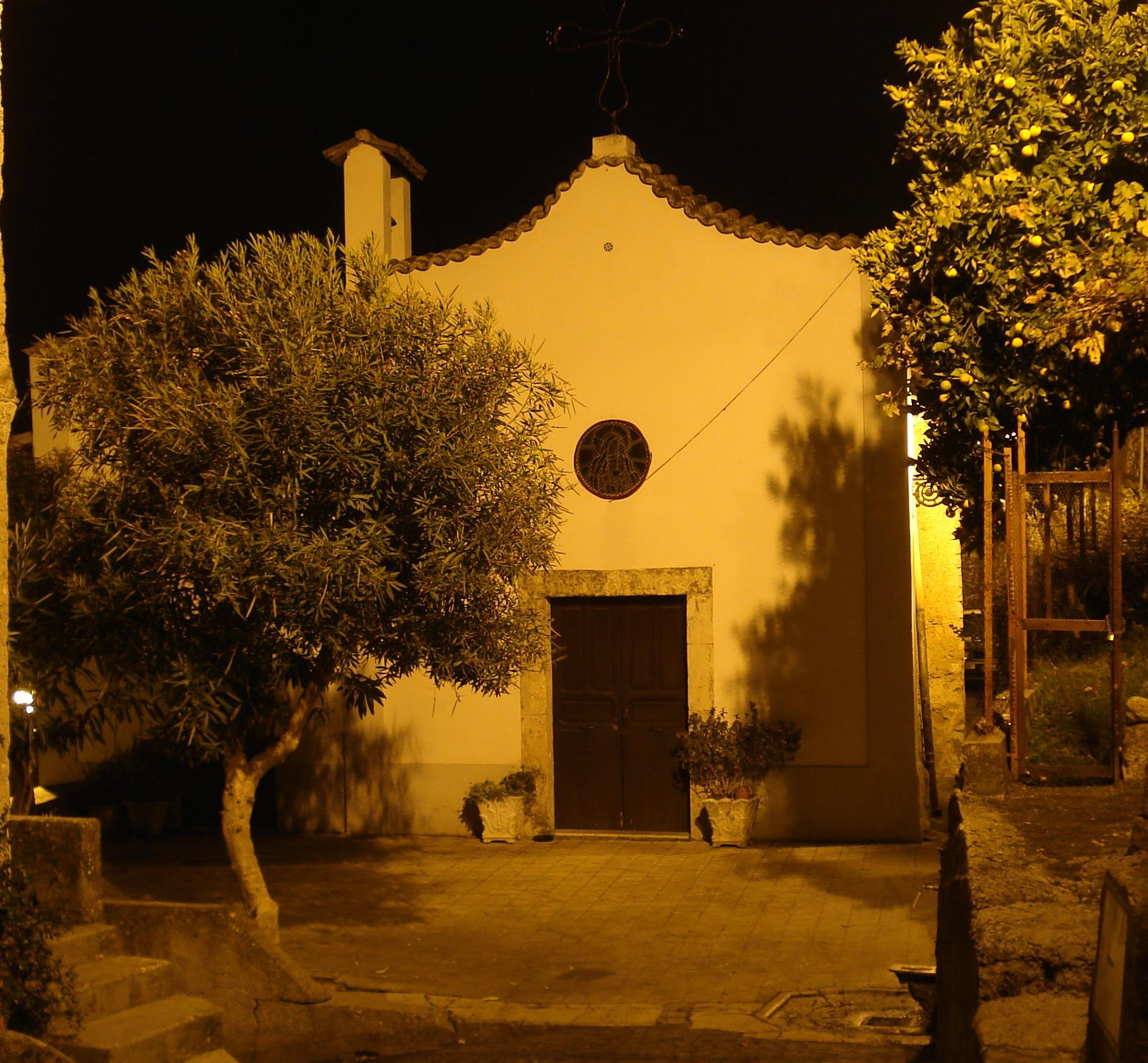

L'église Santa Maria est située dans la partie supérieure de la vieille ville, au bout de la Via Manfredi. L'église, déjà attestée en 1325, présente une forme rectangulaire divisée en deux nefs par des poutres. À l'intérieur, en plus d'un crucifix dans une niche au-dessus de l'autel, se trouve une précieuse statue de Notre-Dame des Douleurs. La statue a été couronnée d'un diadème en 1930.
- Église sant'Agostino

L'église médiévale saint-Antoine et saint-Augustin, située à la limite entre Arce et Rocca d'Arce, a été restaurée plusieurs fois au cours des siècles, tout en préservant le portail du XIIIe siècle . Dans l'église ont été enterrés deux personnages des XVe et XVIe siècles : Isidoro Vasquez, un chevalier d'Alphonse Ier d'Aragon, gouverneur d'Arce, ainsi que Bartolomeo y Alarcon, le gouverneur des duchés d'Arce et Sora sous Charles Quint. L'église est en style pré-roman.
- Le sanctuaire saint Eleuthère

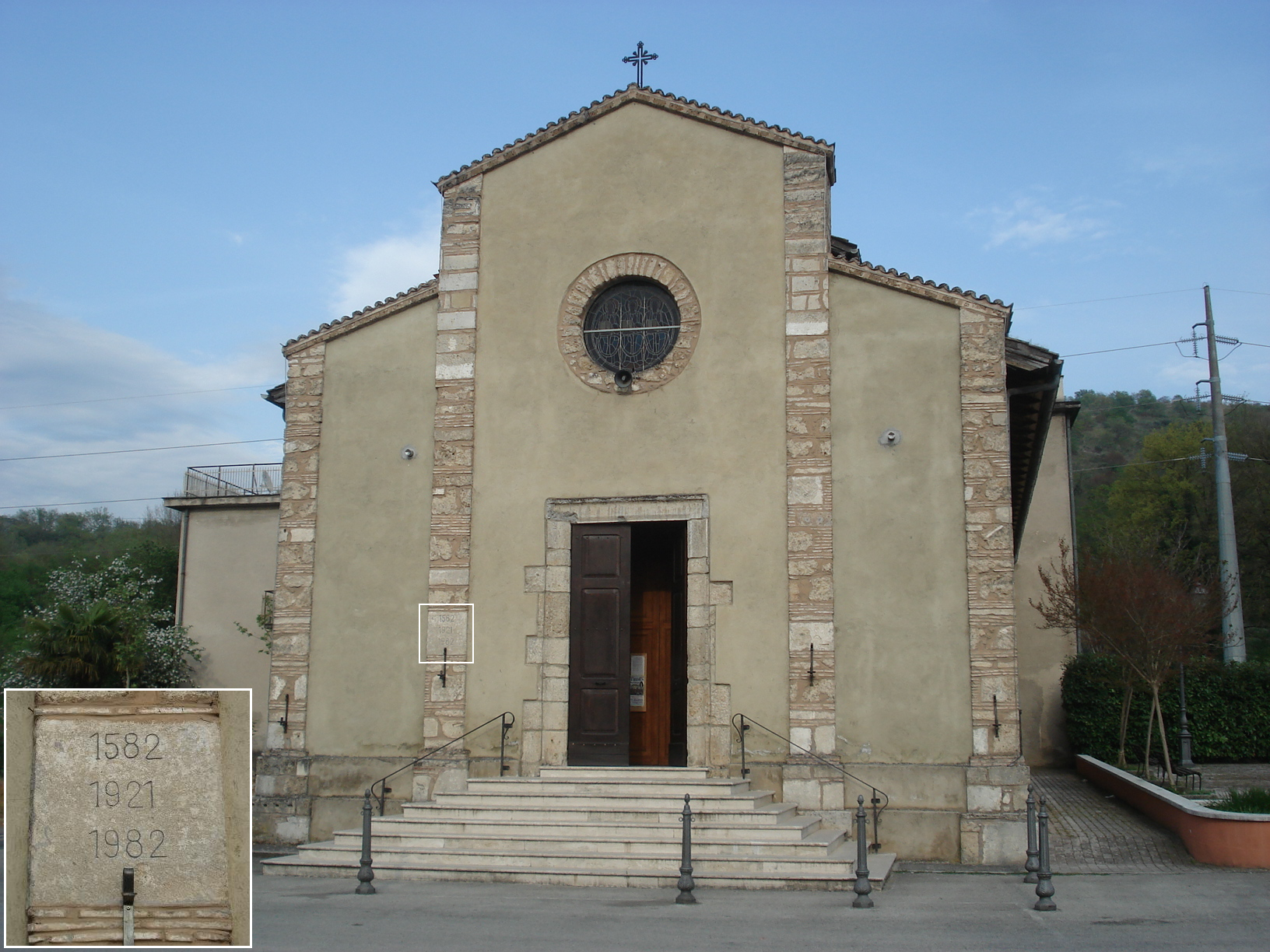

L'église, qui existait déjà en 1564, a été achevée en 1582, mais a pris son aspect actuel lors des restaurations de 1921 et de 1982 . Située le long de la route dans la vallée du Liri, elle a été construite sur le site de la sépulture du saint-patron Eleuthère. L'église a trois nefs, avec une couverture avec des fermes et une abside. Elle contient des fresques datant du XVe siècle.

### Les sites archéologiques
- Zone archéologique de Fregellae

Sur un plateau près du hameau d'Isoletta en 1978, une excavation a mis en lumière, après une étude minutieuse, les vestiges de l'ancienne colonie romaine de Fregellae. La ville, fondée par les Romains en -328, fut détruite en -125 par ordre du Sénat romain. Les fouilles ont mis au jour de nombreuses domus et des thermes publics urbains, situés dans un quartier aristocratique près du Forum.

### Autres
- Les bornes-frontières entre les États pontificaux et le royaume de Naples ;
- La fontaine monumentale sur la Piazza Humbert Ier de la fin du XIXe siècle